# Agave cocui
Agave cocui är en sparrisväxtart som beskrevs av William Trelease. Agave cocui ingår i släktet Agave och familjen sparrisväxter. Inga underarter finns listade i Catalogue of Life.

## Bildgalleri

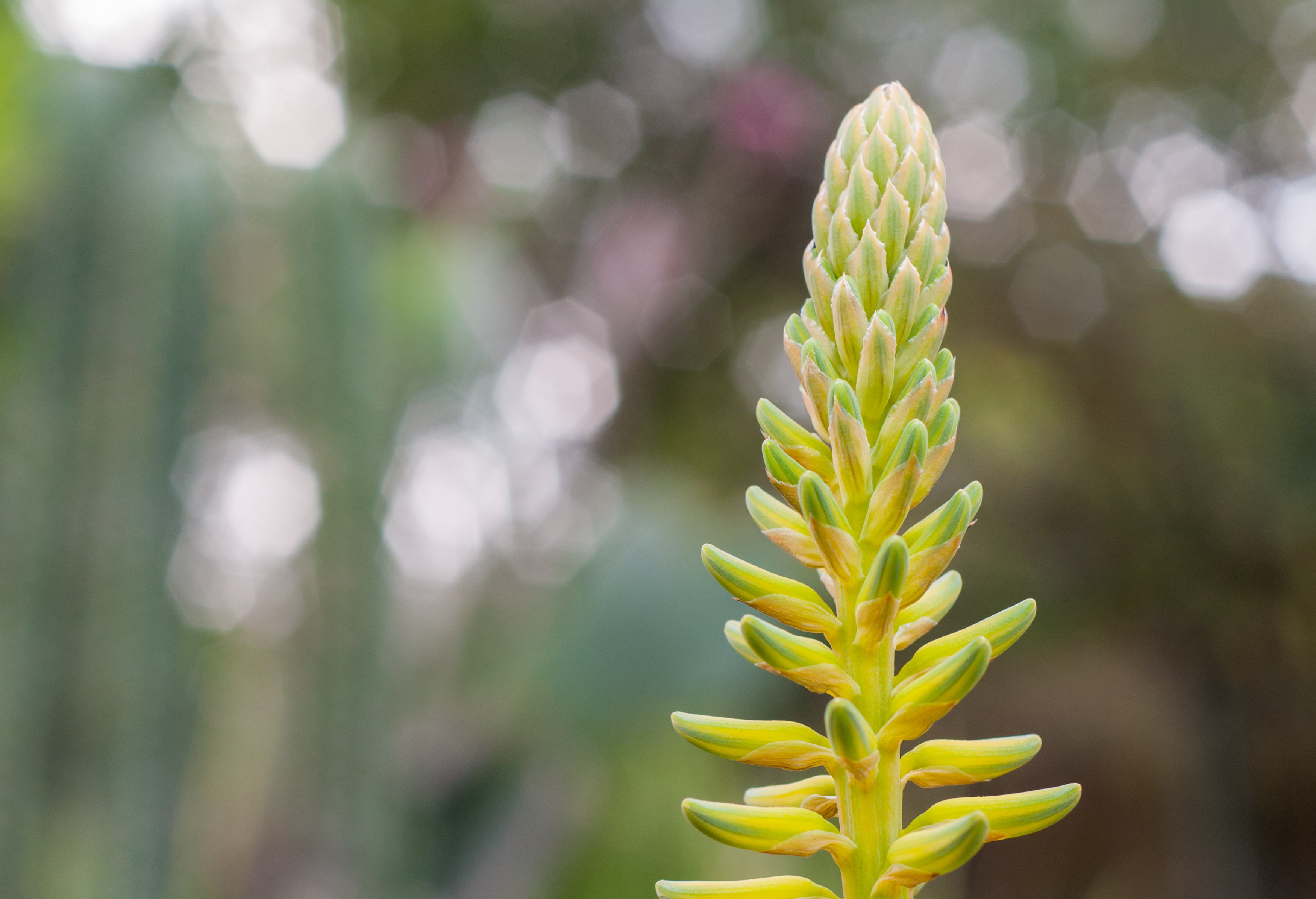